# Зинсу, Лионель
Лионель Зинсу (фр. Lionel Zinsou; родился 23 октября 1954, Париж, Франция) — франко-бенинский политик и бизнесмен, Премьер-министр Бенина с 18 июня 2015 года по 6 апреля 2016 года. В 2016 году кандидат в президенты Бенина.

## Биография
Лионель Зинсу родился в Париже в 1954 году. Он является племянником Эмиля Зинсу, бывшего президента Дагомеи (Бенин).
После того как он окончил Высшую школу в Париже и в Лондоне Лондонскую школу экономики и политических наук он работал в команде крупнейшего французского политика Лорана Фабиуса, где был спичрайтером.
Затем он долгое время работал с Ротшильдами, возглавлял компанию «PAI Partners», что позволило ему в 2005 году в крупнейшем бенинском городе Котону открыть Фонд Зинсу. Новый президент Бенина Яйи Бони пригласил Зинсу своим советником.
В середине 2015 года в Бенине приняли решение восстановить пост премьер-министра страны. Бони назначил на этот пост Лионеля Зинсу.
Осенью 2015 года Зинсу был выдвинут правящей партией Силы каури за возрождающийся Бенин на пост президента страны. Действующий президент Яйи Бони не имел права баллотироваться в третий раз. Во время предвыборной гонки Зинсу едва не погиб, 27 декабря потерпел крушение его вертолёт. Первый тур выборов прошёл в начале марта 2016 года. В выборах приняло рекордное количество кандидатов (33 соперника). Во второй тур вышел премьер-министр страны Зинсу и независимый кандидат Патрис Талон. Второй тур выборов состоялся 20 марта. По его результатам президентом страны был избран Талон.
При вступлении в должность нового президента в апреле должность премьер-министра вновь была упразднена.